# Biatlon op de Paralympische Winterspelen 2014
Biatlon was een van de onderdelen die op het programma stonden tijdens de Paralympische Winterspelen 2014 in het Russische Sotsji. De wedstrijden werden gehouden in het Laura Biathlon & Ski Complex te Krasnaja Poljana van 8 tot en met 14 maart 2014.

## Onderdelen
Op het programma stonden achttien onderdelen, negen voor mannen en negen voor vrouwen.
Mannen
- 7,5 km 
  - Staand
  - Visueel beperkt
  - Zittend
- 12,5 km
  - Staand
  - Visueel beperkt
  - Zittend
- 15 km
  - Zittend
  - Visueel beperkt
  - Staand

Vrouwen
- 6 km 
  - Staand
  - Visueel beperkt
  - Zittend
- 10 km
  - Staand
  - Visueel beperkt
  - Zittend
- 12,5 km
  - Zittend
  - Visueel beperkt
  - Staand

## Mannen

### 7,5 km

#### zittend
| Rank | Naam            | Land | Tijd    | Gemiste schoten |
| ---- | --------------- | ---- | ------- | --------------- |
| 1    | Roman Petushkov | RUS  | 21:03.7 | 0               |
| 2    | Maksym Yarovyi  | UKR  | 21:11.9 | 0               |
| 3    | Kozo Kubo       | JPN  | 21:45.6 | 0               |

#### blind
| Rank | Naam               | Land | Tijd    | Gemiste schoten |
| ---- | ------------------ | ---- | ------- | --------------- |
| 1    | Vitaliy Lukyanenko | UKR  | 20:18.8 | 0               |
| 2    | Nikolay Polukhin   | RUS  | 20:29.8 | 1               |
| 3    | Vasili Shaptsiaboi | BLR  | 21:06.6 | 1               |

#### staand
| Rank | Naam                | Land | Tijd    | Gemiste schoten |
| ---- | ------------------- | ---- | ------- | --------------- |
| 1    | Vladislav Lekomtcev | RUS  | 19:13.7 | 1               |
| 2    | Mark Arendz         | CAN  | 19:14.4 | 1               |
| 3    | Azat Karachurin     | RUS  | 19:14.9 | 1               |

### 12,5 km

#### zittend
| Rank | Naam            | Land | Tijd    | Gemiste schoten |
| ---- | --------------- | ---- | ------- | --------------- |
| 1    | Roman Petushkov | RUS  | 34:48.8 | 0               |
| 2    | Alexey Bychenok | RUS  | 35:29.7 | 0               |
| 3    | Grigory Murygin | RUS  | 35:59.6 | 1               |

#### blind
| Rank | Naam               | Land | Tijd    | Gemiste schoten |
| ---- | ------------------ | ---- | ------- | --------------- |
| 1    | Vitaliy Lukyanenko | UKR  | 31:04.0 | 0               |
| 2    | Nikolay Polukhin   | RUS  | 31:14.3 | 1               |
| 3    | Vasili Shaptsiaboi | BLR  | 31:59.0 | 4               |

#### staand
| Rank | Naam            | Land | Tijd    | Gemiste schoten |
| ---- | --------------- | ---- | ------- | --------------- |
| 1    | Azat Karachurin | RUS  | 29:30.0 | 1               |
| 2    | Nils-Erik Ulset | NOR  | 30:24.6 | 2               |
| 3    | Mark Arendz     | CAN  | 30:31.0 | 1               |

### 15 km

#### zittend
| Rank | Naam                 | Land | Tijd    | Gemiste schoten |
| ---- | -------------------- | ---- | ------- | --------------- |
| 1    | Roman Petushkov      | RUS  | 42:20.8 | 0               |
| 2    | Grigory Murygin      | RUS} | 44:25.7 | 2               |
| 3    | Aleksandr Davidovich | RUS  | 44:46.2 | 0               |

#### blind
| Rank | Naam                 | Land | Tijd    | Gemiste schoten |
| ---- | -------------------- | ---- | ------- | --------------- |
| 1    | Nikolay Polukhin     | RUS  | 36:42.9 | 0               |
| 2    | Anatolii Kovalevskyi | UKR  | 38:18.2 | 1               |
| 3    | Vitaliy Lukyanenko   | UKR  | 38:21.6 | 1               |
| 3    | Stanislav Chokhlaev  | RUS  | 38:21.6 | 1               |

#### staand
| Rank | Naam                 | Land | Tijd    | Gemiste schoten |
| ---- | -------------------- | ---- | ------- | --------------- |
| 1    | Grygorii Vovchynskyi | UKR  | 37:41.1 | 0               |
| 2    | Nils-Erik Ulset      | NOR  | 37:44.2 | 0               |
| 3    | Kirill Mikhaylov     | RUS  | 37:45.6 | 0               |

## Vrouwen

### 6 km

#### zittend
| Rank | Naam                | Land | Tijd    | Gemiste schoten |
| ---- | ------------------- | ---- | ------- | --------------- |
| 1    | Andrea Eskau        | GER  | 19:12.4 | 0               |
| 2    | Svetlana Konovalova | RUS  | 19:31.1 | 1               |
| 3    | Olena Iurkovska     | UKR  | 19:39.6 | 0               |

#### blind
| Rank | Naam             | Land | Tijd    | Gemiste schoten |
| ---- | ---------------- | ---- | ------- | --------------- |
| 1    | Mikhalina Lysova | RUS  | 20:03.2 | 0               |
| 2    | Iuliia Budaleeva | RUS  | 20:31.7 | 2               |
| 3    | Oksana Shyshkova | UKR  | 21:14.5 | 0               |

#### staand
| Rank | Naam             | Land | Tijd    | Gemiste schoten |
| ---- | ---------------- | ---- | ------- | --------------- |
| 1    | Alena Kaufman    | RUS  | 18:27.2 | 0               |
| 2    | Anna Milenina    | RUS  | 18:57.4 | 2               |
| 3    | Iuliia Batenkova | UKR  | 19:17.7 | 1               |

### 10 km

#### zittend
| Rank | Naam                | Land | Tijd    | Gemiste schoten |
| ---- | ------------------- | ---- | ------- | --------------- |
| 1    | Anja Wicker         | GER  | 32:54.4 | 0               |
| 2    | Svetlana Konovalova | RUS  | 33:36.7 | 1               |
| 3    | Lyudmyla Pavlenko   | UKR  | 34:22.6 | 2               |

#### blind
| Rank | Naam             | Land | Tijd    | Gemiste schoten |
| ---- | ---------------- | ---- | ------- | --------------- |
| 1    | Mikhalina Lysova | RUS  | 30:11.5 | 1               |
| 2    | Iuliia Budaleeva | RUS  | 30:38.9 | 1               |
| 3    | Oksana Shyshkova | UKR  | 35:01.4 | 4               |

#### staand
| Rank | Naam                | Land | Tijd    | Gemiste schoten |
| ---- | ------------------- | ---- | ------- | --------------- |
| 1    | Alena Kaufman       | RUS  | 29:57.1 | 1               |
| 2    | Oleksandra Kononova | UKR  | 30:33.7 | 1               |
| 3    | Natalia Bratiuk     | RUS  | 30:57.6 | 1               |

### 12,5 km

#### zittend
| Rank | Naam                | Land | Tijd    | Gemiste schoten |
| ---- | ------------------- | ---- | ------- | --------------- |
| 1    | Svetlana Konovalova | RUS  | 40:44.0 | 0               |
| 2    | Anja Wicker         | GER  | 41:27.1 | 0               |
| 3    | Olena Iurkovska     | UKR  | 41:30.8 | 0               |

#### blind
| Rank | Naam             | Land | Tijd    | Gemiste schoten |
| ---- | ---------------- | ---- | ------- | --------------- |
| 1    | Iuliia Budaleeva | RUS  | 35:25.9 | 0               |
| 2    | Mikhalina Lysova | RUS  | 37:21.0 | 1               |
| 3    | Oksana Shyshkova | UKR  | 37:48.8 | 0               |

#### staand
| Rank | Naam                | Land | Tijd    | Gemiste schoten |
| ---- | ------------------- | ---- | ------- | --------------- |
| 1    | Oleksandra Kononova | UKR  | 40:30.6 | 1               |
| 2    | Alena Kaufman       | RUS  | 40:32.7 | 1               |
| 3    | Natalia Bratiuk     | RUS  | 41:00.9 | 0               |

Alpineskiën · Biatlon · Langlaufen · Rolstoelcurling · Sledgehockey · Snowboarden
1988 · 1992 · 1994 · 1998 · 2002 · 2006 · 2010 · 2014 · 2018